# Strange Attraction
Strange Attraction è un brano musicale del gruppo rock inglese The Cure, pubblicato nel 1996 come singolo negli Stati Uniti e in Australia.
Il brano è presente nell'album Wild Mood Swings.

## Tracce
1. Strange Attraction [Adrian Sherwood Album Mix]
2. The 13th [Feels Good Mix]
3. This is a Lie [Ambient Mix]
4. Gone! [Critter Mix]
5. Strange Attraction [Strange Mix]

## Formazione
- Robert Smith - chitarra, voce
- Simon Gallup - basso
- Perry Bamonte - tastiere
- Roger O'Donnell - tastiere
- Jason Cooper - batteria